# Instituto de Educação do Ceará
O Instituto de Educação do Ceará (IEC), unidade de ensino da Secretaria da Educação do Ceará (Seduc), tem desempenhado um papel na formação de educadores do Ceará. Através de suas práticas pedagógicas, pesquisas acadêmicas e compromisso com a comunidade, o Instituto tem contribuído para o avanço da educação cearense.

## História
A instalação da Escola Normal do Ceará (este sendo o primeiro nome do Instituto), teve lançada a pedra fundamental de sua construção em 2 de outubro de 1881. A escola foi inaugurada em 22 e março de 1884. Inspirado no modelo de colégio suíço, esse prédio era composto por doze salas de aula, anfiteatro, bibliotecas, museu, diretoria, secretaria, gabinete de química, entre outras dependências.
No decorrer de sua trajetória, a Escola Normal do Ceará recebeu várias denominações: Escola Normal Pedro II (Lei nº 2260, de 28/08/1925); Escola Normal Justiniano de Serpa (Lei nº 122, de 02/03/1938; Instituto de Educação (Lei nº 2007, de 07/02/1947); e por fim Instituto de Educação do Ceará, nos anos 1950 (Lei nº 8559) 
Após reinvindicações, o Governador do Estado, Justiniano de Serpa, mandou construir o novo prédio da escola na Praça Figueira de Melo, onde hoje funciona o Colégio Justiniano de Serpa. A escola funcionou até 1958, ano que se mudou para o bairro de Fátima, já funcionando com o nome Instituto de Educação do Ceará.
Alguns nomes ilustres que passaram pelo Instituto incluem intelectuais políticos, jornalistas e educadores renomados, entre eles: Maria Adísia Sá, importante educadora cearense figura pioneira na luta pela valorização do magistério no Ceará; o Dr. Antônio Filgueiras Lima; e a ex-prefeita de Fortaleza Maria Luíza Menezes Fontenele.